# Dora utforskaren
Dora utforskaren (engelska: Dora the Explorer), är en amerikansk animerad TV-serie för barn. I Sverige visas den på TV4 och på Nickelodeon. Serien skapades av Chris Gifford, Valerie Walsh och Eric Weiner.
TV-serien är baserad på ett edutainment-koncept, med språkundervisning som ett av sina syften. I den amerikanska originalversionen är det spanska, i den svenska dubben istället engelska.
Serien tilldelades Peabody Award för 2003.
Det sista avsnittet med Dora Utforskaren, som gick under namnet "Dora's Super Soccer Showdown", lanserades under Juni 2014. Programmet hade då släppt avsnitt regelbundet i över 10 år.

## Handling
Seriens episoder följer nästan alltid ett regelbundet händelseschema, genom att bryta den "fjärde väggen":
- Dora har något som hon vill göra eller en plats hon behöver besöka, henne bästa vän, apan Boots, följer alltid med.
- Dora har tre, eller i vissa episoder fyra, platser att gå till och den sista platsen är hennes färdmål.
- Dora och Boots träffar alltid räven Swiper någonstans på vägen. Då måste tittarna säga "Swiper inte stjäla!" tre gånger, men ibland så kan Swiper stjäla Doras saker och gömma dem. Dora och Boots finner alltid det gömda föremålet, ofta med hjälp av tittarna.
- Dora träffar en av sina vänner vid varje plats som står på hennes karta.
- Dora och Boots lyckas alltid passera varje färdhinder.
- Dora ber tittarna att hjälpa henne genom att ge råd (såsom att hoppa, springa etc.), lokalisera objekt (särskilt de som stulits av Swiper). Ofta ska detta göras på engelska.
- När uppdraget slutförts sjunger Dora, Boots och alla de karaktärer som dök upp på episoden sången "Vi gjorde det". Swiper deltar oftast inte i denna allsång, men undantag finns.
- Dora frågar tittarna om vad deras favoritdel av episoden var. Hon (och oftast Boots) fortsätter sedan att tala om för tittarna om vilken del av äventyret de tyckte var bäst. Ibland är även andra karaktärer med i denna aktivitet.
- Under sluttexten uppmanas tittarna att hitta en karaktär, eller följa instruktionerna för att uppnå ett mål.

## Karaktärer
- Dora Marquez: Seriens huvudperson. Hon är en liten latinamerikansk flicka som är åtta år gammal och som alltid är på äventyr med sina vänner. Dora är förtjust i Boots, som blev hennes bästa vän när hon räddade hennes älskade röda stövlar från räven Swiper. Hon undervisar tittarna i engelska (eller spanska i originalversionen) och lär dem korta ord och fraser. Dora älskar sport och spelar bland annat baseboll och fotboll. Hon kan även spela träflöjt.
- Boots: Doras bästa vän, en apa med röda stövlar som kallas Boots (stövlar) på engelska. Boots är fem år och beskrivs som en vänlig, entusiastisk, atletisk och energisk liten apa. Han gillar precis som Dora att spela baseboll och "älskar" allt som hon gör och ser. Det som han värdesätter mest är sin bästa vän Dora, vilket han uttrycker både verbalt och fysiskt.
- Swiper: En lömsk räv med en blå mask och blåa handskar och som alltid försöker att stjäla Doras saker. För att förhindra detta måste Dora, Boots och tittaren upprepa frasen "Swiper, inte stjäla!" minst tre gånger. När detta lyckas knäpper Swiper med sina fingrar och säger "Åh nej!" och lunkar iväg. Han är en stor kleptoman och är förtjust i att irritera Dora.
- Tico: En ekorre och en av Doras vänner som bor i skogarna. Han bär en färgglad randig väst och ses oftast köra sin lilla gula bil (han kör även andra sorters av fordon, som helikoptrar och båtar). Han har lila päls, en rund kropp och små trekantiga stubbar som armar och ben. Tico talar nästan bara engelska.
- Isa: En nio år gammal leguan och är en nära vän till Dora och Boots. Hon är en skicklig trädgårdsmästare och älskar blommor av alla slag.
- Benny: En tjur som är en av Doras vänner och som bor i en lada. Han älskar att äta och sitter oftast i en luftballong. Han är mestadels blå med små gula horn, han står på sina bakben och är lite längre än Dora. Han bär en blå snusnäsduk med vita prickar runt halsen.
- Diego: Doras kusin. Har även en egen tv-serie (Go Diego!)
- Daisy: Doras kusin.
- Alicia: Doras kusin.
- Ryggsäck: Ryggsäcken som Dora alltid har med sig kan innehålla lite olika saker beroende på avsnitt. Ibland får tittaren "hjälpa till" med att välja ut en viss sak i ryggsäcken. När Dora och Boots är vilse åker kartan fram ur ryggsäcken. Ryggsäcken är en magisk väska som har med sig vad som helst, som stegar, rymddräkter och andra saker som helt enkelt inte skulle passa i en vanlig ryggsäck.
- Kartan: hjälper Dora att vägleda henne och ge råd under hennes äventyr. När den inte behövs så sitter den hoprullad i en sidoficka på ryggsäcken.
- Stjärnor: Ibland dyker det upp stjärnor som Dora och Boots fångar. En del av dessa stjärnor kan hjälpa Dora och Boots under deras jakt.
- Papi: Doras pappa.
- Mami: Doras mamma.

## Röster
| Karaktär      | Originalröst                                          | Svensk originalröst |
| ------------- | ----------------------------------------------------- | ------------------- |
| Dora Márquez  | Kathleen Herles Caitlin Sanchez                       | Maria Rydberg       |
| Boots         | Harrison Chad Regan Mizrahi                           | Jasmine Heikura     |
| Tico          | Muhammed Cunningham Jose Zelaya Jean Carlos Celi      | Nick Atkinson       |
| Isa           | Ashley Flemming Lenique Vincent                       | Annica Smedius      |
| Benny         | Jake Burbage Matthew Gumley                           | Jack Werner         |
| Ryggsäck      | Sasha Toro Alexandria Suarez                          | Jack Werner         |
| Kartan        | Marc Weiner                                           | Linus Wahlgren      |
| Swiper        | Marc Weiner                                           | Linus Wahlgren      |
| Diego Márquez | Jake T. Austin                                        | Jack Werner         |
| Daisy         | Dulcinea Cuprill                                      | Elina Raeder        |
| Alicia        | Constanza Sperakis Serena Kerrigan Gabriela Aisenberg | ?                   |
| Papi          | Esai Morales                                          | ?                   |
| Mami          | ?                                                     | ?                   |

### Fotnoter
1. ↑  ”Dora the Explorer (Nickelodeon)” (på engelska). Peabody Award. maj 2004. http://www.peabodyawards.com/award-profile/dora-the-explorer. Läst 19 juli 2016.
2. ↑  DoraUtforskaren.se. ”Dora Utforskaren”. DoraUtforskaren.se. Arkiverad från originalet den 18 september 2017. https://web.archive.org/web/20170918022741/https://www.dorautforskaren.se/. Läst 17 september 2017.